# Eilema violitincta
Teulisna chiloides là một loài bướm đêm thuộc phân họ Arctiinae, họ Erebidae.